# Baltschieder
Baltschieder est une commune suisse du canton du Valais, située dans le district de Viège.

## Géographie
La commune s'étend sur 31,22 km2 dans le centre du Haut-Valais. Son territoire comprend une partie urbanisée située au bord du Rhône, au confluent avec la Baltschieder Bach, et voisine de Viège, ainsi qu'une seconde partie séparée de la première par la commune d'Ausserberg, qui s'étend au nord sur le site naturel Jungfrau-Aletsch-Bietschhorn.

## Population

### Surnom
Les habitants de la commune sont surnommés d' Sandchruggi, soit les ensablés (par le ruisseau Baltschieder) en suisse allemand.

### Démographie
La commune compte 98 habitants en 1816, 190 en 1900, 357 (dont 133 étrangers, du fit du chantier du Lötschberg) en 1910, 358 en 1950 et 1050 en 2000.

## Histoire

### Crue de 2000
Le 15 octobre 2000, une crue très importante de la rivière Baltschieder Bach touche le village de Baltschieder. C'est tout particulièrement la quantité de matériaux charriés qui cause beaucoup de dégâts. À peu près 95 % des zones habitées sont inondées et de nombreux bâtiments sont endommagés. Les 1 100 habitants ont dû être évacués provisoirement.

### Fusion
Le 26 novembre 2023, par votation populaire, les habitants de la commune acceptent à 54,2 % d'intégrer la commune de Viège à l'instar de Eggerberg. La fusion sera effective le 1er janvier 2027.

## Monuments et curiosités
La chapelle de la Vierge (Muttergotteskapelle) a été érigée aux XVIIe – XVIIIe siècles ; elle renferme un autel de style baroque.

## Politique et administration
La commune est dirigée par le Conseil communal (Gemeinderat) formé de cinq membres, élus pour un mandat de quatre ans. Le président est élu parmi eux. Les dernières élections ont eu lieu les 13 octobre et 10 novembre 2024.